# カシオワールドオープンゴルフトーナメント
カシオワールドオープンゴルフトーナメント（CASIO WORLD OPEN）は、1981年から毎年11月第4週に開催されている日本のゴルフトーナメントの一つである。

## 概要
本大会はカシオ計算機の主催により、毎年11月第4週に開催されている。1981年の第1回大会の開催以来、伝統ある国際的ゴルフトーナメントであり、2022年現在、賞金総額2億円、優勝賞金4000万円をかけて争われる。
日本ゴルフツアー機構（JGTO）公認のトーナメントでは、年間の最終戦から2番目に位置する大会だが、最終戦のゴルフ日本シリーズには当年度の賞金ランキング上位及び各トーナメントの優勝者など30名しか出場できないため、ほとんどの選手たちには事実上の最終戦になる。本大会の終了後、年間賞金ランキング65位以内に入った者（2019年から変更）が次年度の日本ゴルフツアーでシード権を獲得する。
2004年までは鹿児島県指宿市（旧・揖宿郡開聞町）にある「いぶすきゴルフクラブ開聞コース」で開催され、カシオ計算機と共にいわさきグループ・南日本放送（MBC、テレビ中継についてはTBS制作）の主催で行われてきた。2005年の第25回記念大会からは、黒潮観光開発・テレビ高知（KUTV）主催（同上）で、カシオ計算機創業者でもある樫尾忠雄の出身地である高知県の「Kochi黒潮カントリークラブ」で開催されている。
日本でも人気の高いタイガー・ウッズが日本ゴルフツアーのトーナメントに初出場したのが、1998年度の本大会であることもよく知られている。また、2003年大会ではソフィー・グスタフソン（スウェーデン）が女性として初めて日本の男子プロゴルフトーナメントに参戦。2005年・2006年は当時女子高校生プロゴルファーだったミシェル・ウィー（米）が参戦して話題を呼んだが、いずれも予選落ちとなった。しかし同時期にはオーストラレイジアツアーやヨーロピアンツアーの開幕戦との重なりで、海外招待選手が減少してきた。
2008年の大会は、直前に会場であるKochi黒潮CCを運営している黒潮観光開発及びオーナー企業の旭食品を狙った手榴弾を使った企業テロが発生した。このため、高知県警は検問を実施し、170人体制で会場周辺において厳重警備を実施した。その結果、大会は大きな混乱もなく無事に施行された。
かつては観客輸送のため本大会名を冠した臨時普通列車がJR指宿枕崎線で運転されていた。Kochi黒潮カントリークラブ開催後は、土佐くろしお鉄道ごめん・なはり線も、臨時ダイヤで対応している。2022年大会では、土讃線高知駅及び土佐くろしお鉄道ごめん・なはり線球場前駅から夜須駅までの無料往復乗車券を数量限定で当日配布する。

## 歴代優勝者
| 開催年 | 開催回 | 優勝者名                   | 開催コース                      |
| ------ | ------ | -------------------------- | ------------------------------- |
| 1981年 | 第1回  | リー・トレビノ             | いぶすきゴルフクラブ 開聞コース |
| 1982年 | 第2回  | スコット・ホーク           | いぶすきゴルフクラブ 開聞コース |
| 1983年 | 第3回  | ベルンハルト・ランガー     | いぶすきゴルフクラブ 開聞コース |
| 1984年 | 第4回  | サンディ・ライル           | いぶすきゴルフクラブ 開聞コース |
| 1985年 | 第5回  | ヒューバート・グリーン     | いぶすきゴルフクラブ 開聞コース |
| 1986年 | 第6回  | スコット・ホーク (2)       | いぶすきゴルフクラブ 開聞コース |
| 1987年 | 第7回  | デビッド・イシイ           | いぶすきゴルフクラブ 開聞コース |
| 1988年 | 第8回  | ラリー・マイズ             | いぶすきゴルフクラブ 開聞コース |
| 1989年 | 第9回  | 青木功                     | いぶすきゴルフクラブ 開聞コース |
| 1990年 | 第10回 | マイク・リード             | いぶすきゴルフクラブ 開聞コース |
| 1991年 | 第11回 | 尾崎直道                   | いぶすきゴルフクラブ 開聞コース |
| 1992年 | 第12回 | 青木功 (2)                 | いぶすきゴルフクラブ 開聞コース |
| 1993年 | 第13回 | トム・レーマン             | いぶすきゴルフクラブ 開聞コース |
| 1994年 | 第14回 | ロバート・ガメス           | いぶすきゴルフクラブ 開聞コース |
| 1995年 | 第15回 | 奥田靖己                   | いぶすきゴルフクラブ 開聞コース |
| 1996年 | 第16回 | ポール・スタンコフスキー   | いぶすきゴルフクラブ 開聞コース |
| 1997年 | 第17回 | 日下部光隆                 | いぶすきゴルフクラブ 開聞コース |
| 1998年 | 第18回 | ブライアン・ワッツ         | いぶすきゴルフクラブ 開聞コース |
| 1999年 | 第19回 | 米山剛                     | いぶすきゴルフクラブ 開聞コース |
| 2000年 | 第20回 | 鈴木亨                     | いぶすきゴルフクラブ 開聞コース |
| 2001年 | 第21回 | 室田淳                     | いぶすきゴルフクラブ 開聞コース |
| 2002年 | 第22回 | デビッド・スメイル         | いぶすきゴルフクラブ 開聞コース |
| 2003年 | 第23回 | 今井克宗                   | いぶすきゴルフクラブ 開聞コース |
| 2004年 | 第24回 | デビッド・スメイル(2)      | いぶすきゴルフクラブ 開聞コース |
| 2005年 | 第25回 | 谷口徹                     | Kochi黒潮カントリークラブ       |
| 2006年 | 第26回 | ジーブ・ミルカ・シン       | Kochi黒潮カントリークラブ       |
| 2007年 | 第27回 | 手嶋多一                   | Kochi黒潮カントリークラブ       |
| 2008年 | 第28回 | 小田孔明                   | Kochi黒潮カントリークラブ       |
| 2009年 | 第29回 | 小田孔明                   | Kochi黒潮カントリークラブ       |
| 2010年 | 第30回 | 松村道央                   | Kochi黒潮カントリークラブ       |
| 2011年 | 第31回 | 高山忠洋                   | Kochi黒潮カントリークラブ       |
| 2012年 | 第32回 | 黄重坤（ハン・ジュンゴン） | Kochi黒潮カントリークラブ       |
| 2013年 | 第33回 | 松山英樹                   | Kochi黒潮カントリークラブ       |
| 2014年 | 第34回 | 片山晋呉                   | Kochi黒潮カントリークラブ       |
| 2015年 | 第35回 | 黄重坤 (2)                 | Kochi黒潮カントリークラブ       |
| 2016年 | 第36回 | 池田勇太                   | Kochi黒潮カントリークラブ       |
| 2017年 | 第37回 | スンス・ハン               | Kochi黒潮カントリークラブ       |
| 2018年 | 第38回 | 崔虎星                     | Kochi黒潮カントリークラブ       |
| 2019年 | 第39回 | 金庚泰                     | Kochi黒潮カントリークラブ       |
| 2021年 | 第40回 | 堀川未来夢                 | Kochi黒潮カントリークラブ       |
| 2022年 | 第41回 | チャン・キム               | Kochi黒潮カントリークラブ       |
| 2023年 | 第42回 | 鍋谷太一                   | Kochi黒潮カントリークラブ       |
| 2024年 | 第43回 | 岩田寛                     | Kochi黒潮カントリークラブ       |

## テレビ中継
- 概要の項でも記したように、テレビ中継はTBSテレビの製作となっており、大会2日目はテレビ高知でのローカル放送[注釈 7]、3日目・最終日はTBS系列28局ネットで放送される[注釈 8]。またBSデジタル放送のBS-TBSでも、2日目から中継を行う。
- この他に、テレビ高知では大会に先駆けて、『カシオワールドオープンへの道』と題し、大会の見所や観戦マナーを紹介するミニ番組が放送される。
- 2009年大会の最終日の朝、中継を放送していたTBSの中継スタッフを乗せた取材カートが客数人を轢き、4人に怪我を負わせる事故を起こした[12]。
- かつては「中日クラウンズ」「三井住友VISA太平洋マスターズ」「ダンロップフェニックストーナメント」と同様に決勝ラウンドは2時間放送してきたが、現在は1時間半に短縮している[注釈 9]。

## ゲームソフト
- 1985年、当大会を冠したMSX用ゲームソフト、「カシオワールドオープン」がカシオ計算機から発売された[13]。